# روث گمل
روث گمل (انگلیسی: Ruth Gemmell؛ زادهٔ ۱۹۶۷ میلادی) بازیگر اهل بریتانیا است.
از فیلم‌ها یا برنامه‌های تلویزیونی که وی در آن نقش داشته‌است، می‌توان به جان‌بها، شاهد خاموش، آرمان‌شهر، ایست‌اندرز، بریجرتون، تلفات، داستان عامه‌پسند، خوب، شهر هالبی، مأموران مخفی، پوآرو، دوران کهن، محاکمه و مجازات، صخره‌های آزادی و آدمکشان میدسامر اشاره کرد.